# Norma przedmiotowa
Norma przedmiotowa – norma wyrobu, która określa wymagania jakie musi spełnić wyrób, by można było go uznać za funkcjonalny.
Norma przedmiotowa dostępna jest zazwyczaj w postaci unormalizowanego pisemnego przepisu (dokumentu technicznego lub techniczno-prawnego) przyjętego bez sprzeciwu przez wszystkie zainteresowane zagadnieniem w niej poruszanym strony i jest zatwierdzona przez odpowiednią jednostkę administracyjną lub prawną.
Rozróżnia się normy krajowe, międzynarodowe oraz zakładowe. Przykładem norm krajowych są normy PN (polska), ASTM (amerykańska); międzynarodowych – EN i ISO; a zakładowych – ZN.
Istnieją również normy sporządzane przez niezależne laboratoria naukowo-badawcze, np. WT (Warunki Techniczne) i MBAP (Metody Badawcze Artura Pałasza) opracowane przez Artura Pałasza